# Vanni Moretto
Vanni Moretto est un chef d'orchestre, compositeur, violoniste et contrebassiste italien, fondateur de l'ensemble de musique classique Atalanta Fugiens et directeur éditorial de la série « Archivio della Sinfonia Milanese ».

## Carrière

### Chef d'orchestre
En tant que chef d'orchestre, Vanni Moretto a collaboré avec de nombreux ensembles et orchestres comme Il Giardino Armonico, La Venexiana, l'Orchestre baroque de Séville, I Pomeriggi Musicali, Il Mozarteum, I Solisti Aquilani, Miszla Baroque, Conductus Ensemble, Divino Sospiro, Orchestra Litta, Cappella Teatina, Musici di Santa Pelagia, Archi del Cherubino, Orchestra dell’Angelicum et Musica Rara,,,.
Il est l'invité régulier de l'orchestre Milano Classica avec lequel il a réalisé trois enregistrements,.
En 2004, il fonde l'ensemble Atalanta Fugiens avec lequel il réalise le projet « Archivio della Sinfonia Milanese » (Archives de la Symphonie Milanaise) pour l'enregistrement et la publication du répertoire symphonique milanais du XVIIIe siècle,,,,. Directeur éditorial du projet, il est également directeur artistique et musical de la série d'enregistrements du même nom éditée par Sony. Les partitions sont révisées par un comité scientifique de l'Université d'État de Milan dont Vanni Moretto fait partie et sont publiées par la Casa Ricordi,,,,.

### Compositeur
Les compositions de Vanni Moretto, publiées par Ricordi, Sonzogno et Bèrben, se sont qualifiées dans de nombreux concours nationaux et internationaux (Fondation Valentino Bucchi, « Petrassi », « Rocco Rodio », « Fiumara d'Arte », etc.) et ont été interprétées par de nombreux ensembles tant italiens comme l'orchestre de la RAI de Milan, l'orchestre symphonique de la Fenice de Venise, l'orchestre de l'Académie Chigiana, l'Accademia dell'Annunciata, l'ensemble Sonar Parlante de Vittorio Ghielmi, l'orchestre Musica Rara et l'orchestre Milano Classica qu'étrangers comme la Nederlandse Bachvereniging, le Biel Solothurn Orchester et le New European Ensemble,,,.
Vanni Moretto a créé deux opéras : Vivaldi Dangerous Liaisons (2018) et Don Quijote de la Mancha (2022). 

### Violoniste et contrebassiste
Parallèlement, Moretto travaille également comme violoniste, ce qui l'a amené dans des salles de plusieurs continents, dont le Carnegie Hall, le Suntory Hall de Tokyo, l'Opéra de Sydney, la Philharmonie Berlin, La Scala de Milan, l'Opéra de Paris, etc.,.
Il est également premier contrebassiste de l'orchestre I Barocchisti dirigé par Diego Fasolis.

### Enseignant et conférencier
Vanni Moretti donne des cours et des conférences dans diverses institutions dont l'Université de Milan, les conservatoires de Milan, le Collège Ghislieri de Pavie, le Mozarteum de Salzbourg, et dans diverses villes comme Toronto, Côme, Pesaro, Sienne, Florence et Novare,,.

## Distinctions
Spécialisé dans la composition pour enfants, Vanni Moretto remporte le 1er prix du Concours de composition L'enfant et son instrument à Grugliasco dans la région du Piémont en 1994 et 1995, et le deuxième prix du Concours de composition pour enfants Fairy-tale Sounds de Sarmede en Vénétie en 1994,,. 

## Discographie partielle
Vanni Moretto a réalisé des enregistrements pour le label milanais Amadeus, le label italien Urania Records, le label Deutsche Harmonia Mundi de Sony et le label Dynamic,, :
- 2003 : Quintetti con fortepiano op. 74 e op. 87 de Johann Nepomuk Hummel (label Amadeus)
- 2006 : Sei Sinfonie (1733-1741) d'Antonio Brioschi (Deutsche Harmonia Mundi)
- 2008 : Sei Sonate A Quattro de Rossini (label Amadeus)
- 2010 : The Milanese Symphonies Vol.I de Niccolò Zingarelli (Deutsche Harmonia Mundi, réédité en 2021 sous le titre Symphonies 5-8 par le label italien Urania Records)
- 2012 : Six Symphonies (1740-1744) d'Antonio Brioschi (Deutsche Harmonia Mundi)
- 2012 : Six Simphonies de Francesco Zappa (Deutsche Harmonia Mundi)
- 2012 : Le Sinfonie Del Fondo "Utile Dulci" d'Antonio Brioschi (label Amadeus)
- 2014 : Six Symphonies de Pasquale Ricci (Deutsche Harmonia Mundi)
- 2014 : Il Settecento Tra Milano E Torino, Mozart, J. Ch. Bach, Pugnani, Zingarelli, Zappa (label Amadeus)
- 2015 : Six Simphonies Nouvelles de Fortunato Chelleri (Deutsche Harmonia Mundi)